# Somatidia helmsi
Somatidia helmsi là một loài bọ cánh cứng trong họ Cerambycidae.